# Sociolingvistika
Sociolingvistika, tudi družbeno jezikoslovje, je veja jezikoslovja, ki obravnava jezik kot družbeni fenomen. Temelj sociolingvistike je preučevanje strukture jezika v družbenem in kulturnem kontekstu. Sociolingvistika je interdisciplinarna veda, zato je zelo blizu tudi drugim sorodnim znanostim, kot so: pragmatična lingvistika, filozofija jezika, besediloslovje, psiholingvistika.

## Opredelitev
Govorimo lahko o deskriptivni in dinamični sociolingvistiki. Deskriptivna sociolingvistika poskuša odkriti norme jezikovne rabe (kdo piše/govori nek jezik ali njegovo varianto, komu, kdaj) in v ospredje postavlja opis variantnosti jezika. Dinamična sociolingvistika pa se posveča vzrokom in načinom, ki pogojujejo obstoj družbene organiziranosti jezikovne rabe v različnih okoliščinah (variantnost jezika).  
Sociolinvistiko ločimo na:
- makrosociolingvistiko (ukvarja se z jezikovnim stanjem jezikovnih skupnosti, posveča se vprašanjem jezikov v stiku, bilingvizmu, diglosiji itn.)
- in mikrosociolingvistiko (v ospredju je posameznik, njegova sporazumevalna zmožnost in jezikovna izbira).

## Nastanek in razvoj
Nastanek in razvoj sociolingvistike je povezan s spoznanji sociologije, psihologije, antropologije ter z nekaterimi pomanjkljivostmi splošnega jezikoslovja. Zlasti v strukturalizmu in generativni gramatiki opaža težnjo po izoliranem predstavljanju jezika, zapostavljanje družbene razsežnosti jezika, omenjevanje jezika na jezikovno znanje in sposobnost ter neupoštevanje jezikovne rabe.
Sociolingvistika se je kot samostojna veda pojavila v 60. letih 20. stoletja v Združenih državah Amerike.